# NGC 4900
NGC 4900 ist eine balkenspiralförmige Zwerggalaxie mit ausgedehnten Sternentstehungsgebieten vom Hubble-Typ SBc im Sternbild Jungfrau auf der Ekliptik. Sie ist schätzungsweise 40 Millionen Lichtjahre von der Milchstraße entfernt und hat einen Durchmesser von etwa 25.000 Lj. 
Die Typ-IIPp-Supernova SN 1999br wurde hier beobachtet.
Das Objekt wurde am 30. April 1786 von William Herschel entdeckt.